# Paratrechina austroccidua
Paratrechina austroccidua är en myrart som beskrevs av Trager 1984. Paratrechina austroccidua ingår i släktet Paratrechina och familjen myror. Inga underarter finns listade i Catalogue of Life.

## Bildgalleri

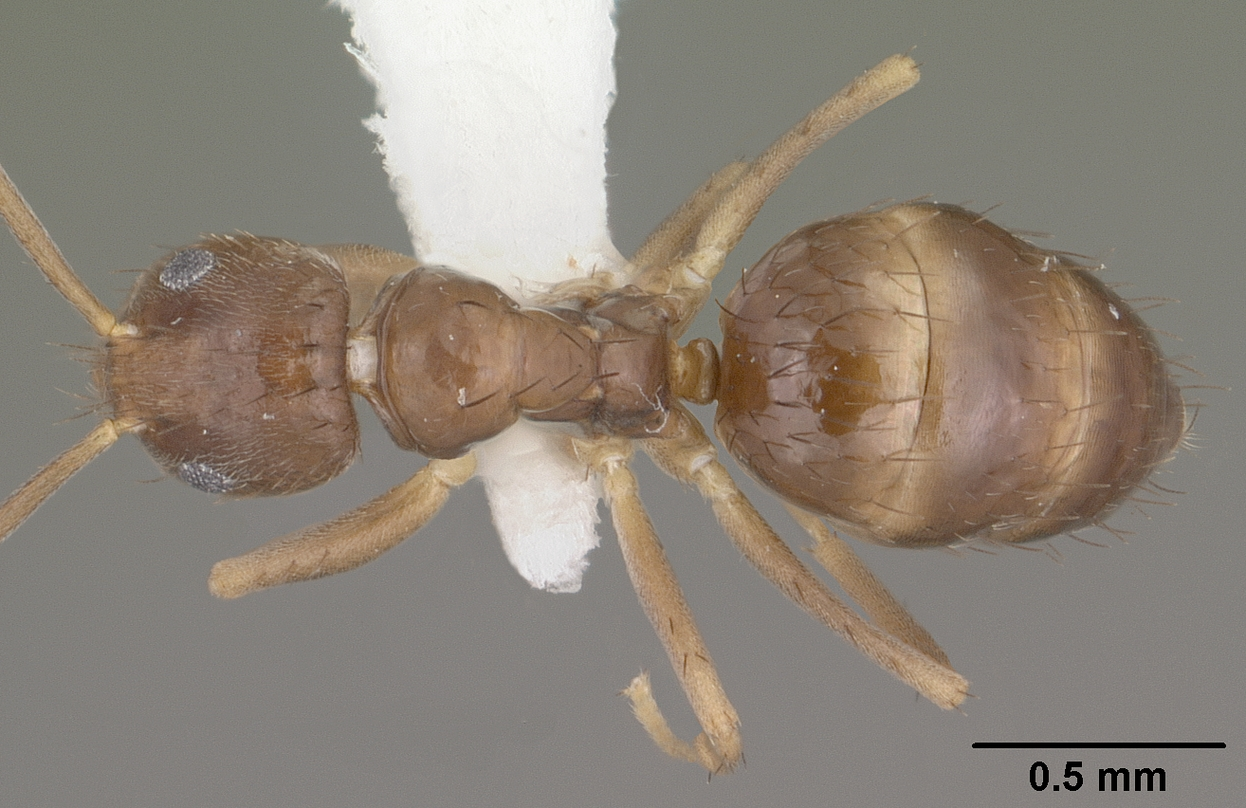
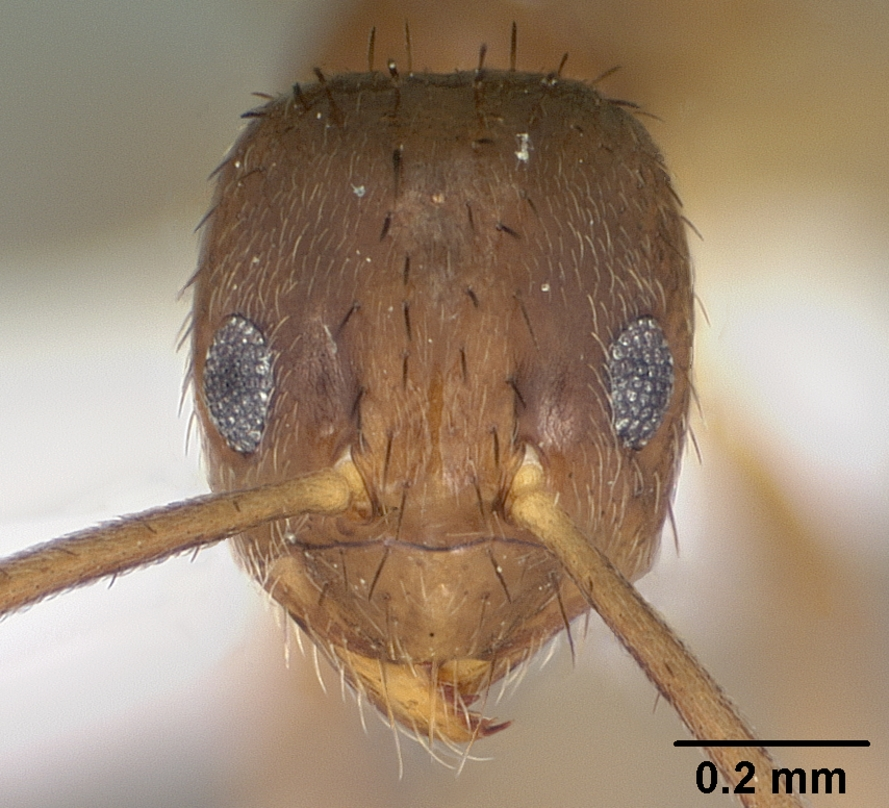
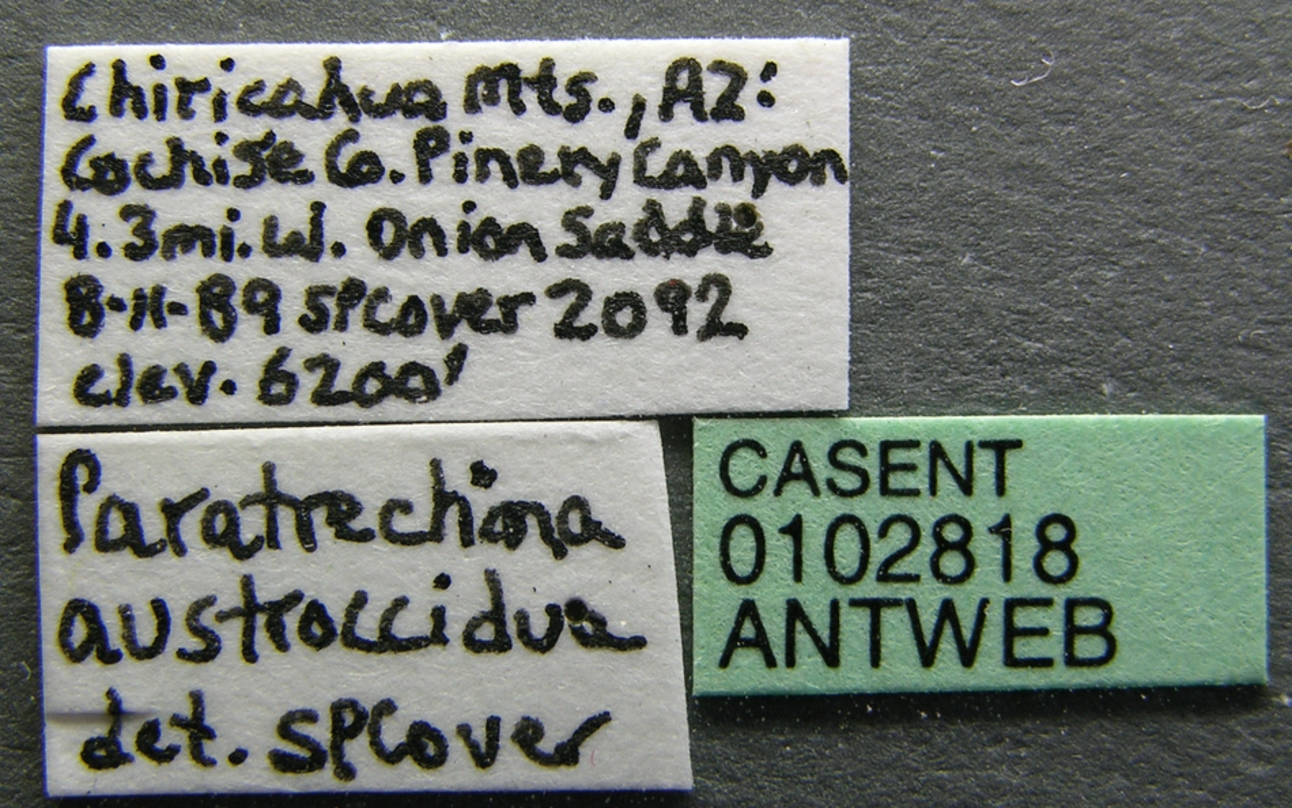
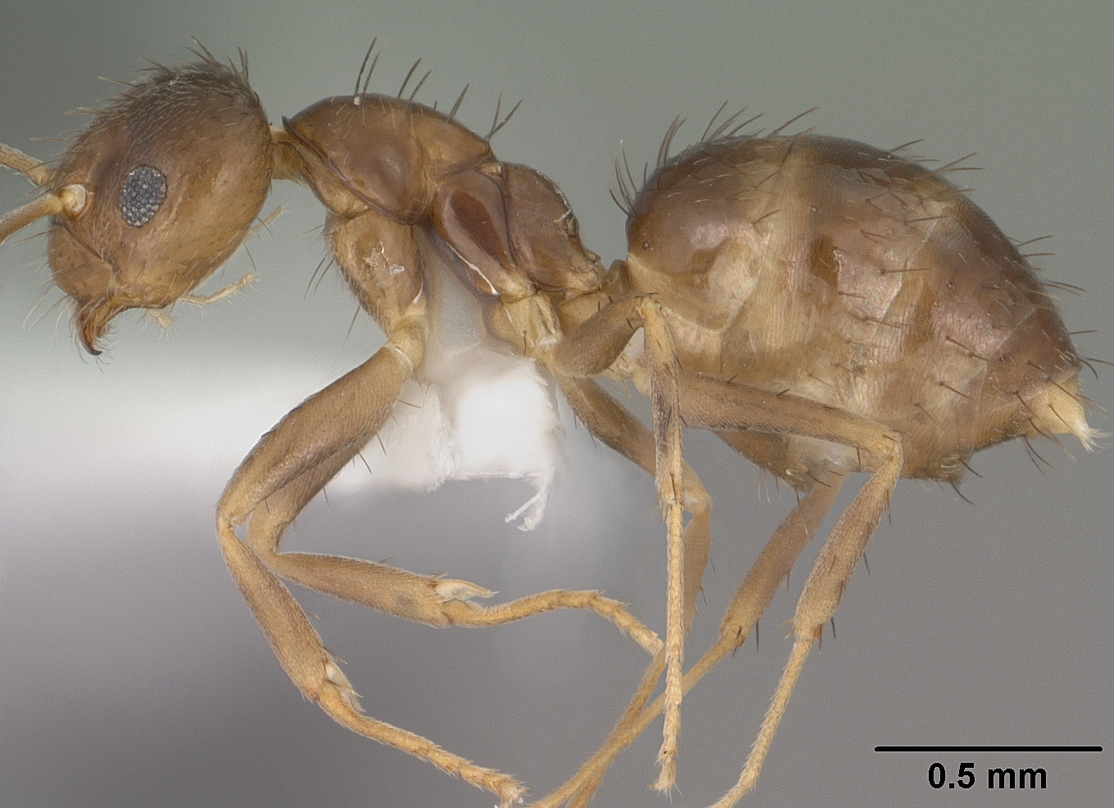